# Гаина, Валерий Борисович
Валерий Борисович Гаи́на (рум. Valeriu Găină; род. 25 июля 1956 года, с. Казанешты, Молдавская ССР) — советский рок-музыкант, гитарист, вокалист, член групп «Кордиал», «Магистраль», «Молодые Голоса», «Круиз», «Gain», а также «Karma», «S.S.D.», «iNSULATED» (США) и других. В 1980-х годах неоднократно признавался лучшим гитаристом СССР. Играет в стилях хард-рок, хэви-метал, трэш-метал.
В 1988—1989 годах проживал в Германии, где выступал и записывался с трио «Круиз». Объездил с гастролями ряд европейских стран. В 1990 году уехал в США, где жил сначала в Нэшвилле, потом в Лос-Анджелесе. В середине 2000-х после гастролей по России выпустил альбомы «Снова твой» (2006), «С кем ты играешь и поёшь?!» (2008), «Fingertips» (2011), живя попеременно в Москве и в Лос-Анджелесе. Лидер групп «GAiNA» и «Siren on the Moon».

## 1970-е годы. Начало карьеры
Валерий Гаина родился 25 июля 1956 года в молдавском селе Казанешты Теленештского района в семье директора школы Бориса Александровича Гаины и учительницы Екатерины Фёдоровны Гаины (девичья фамилия — Бырка). Семья была музыкальной: мать играла на гитаре, а отец и старший брат Алексей — на аккордеоне. В 1968 году семья переехала в Теленешты, где Валерий поступил в музыкальную школу по классу аккордеона и не раз занимал призовые места на районных и республиканских конкурсах. Потом некоторое время пытался играть на скрипке, но, не добившись успеха, переключился на гитару.
В 1973 году поступил в Тираспольское музыкальное училище на хоровое отделение, потом перевёлся на гитарное отделение, где демонстрировал уже достаточно высокий уровень владения инструментом, научившись играть самостоятельно — дома и в школьных группах. Первая группа, которую Валерий создал с одноклассниками, называлась «Бьющие в Такт». Первую песню (на молдавском языке) сочинил в 14 лет, положив на музыку стихотворение Михая Эминеску «Посреди глубокого леса».
В 1974 году познакомился с музыкантами вокально-инструментального ансамбля при ДК Тираспольского НИИ садоводства, которые, по стечению обстоятельств, остались без бас-гитариста. Гаина стал участником этого ансамбля сначала в качестве бас-гитариста, а потом как соло-гитарист. Ансамблем, который вскоре получил название «Кордиал» (в переводе с молдавского — «Сердечность»), руководил композитор и клавишник Марат Кавалерчик. Валерий перевелся в культпросветучилище города Сорока на заочное эстрадное отделение (специальность — гитара) и все свободное время практиковался в игре на гитаре.
В 1976 году ВИА «Кордиал» уехал на гастроли в Сибирь, где работал в ДК «Строитель» города Сургут. В Сургуте в состав ансамбля вошёл вокалист Александр Монин. Вскоре «Кордиал» слился с ВИА «Магистраль» (при Благовещенской филармонии) — ансамблем, предназначенным для «культурного обслуживания» строителей БАМа. В течение 1977-1978 года «Магистраль» непрерывно гастролировала. Далее Валерия Гаину, Александра Монина, Александра Кирницкого и Всеволода Королюка пригласил работать Матвей Аничкин, музыкальный руководитель ВИА «Молодые Голоса». В сентябре 1978 года «Молодые Голоса» с успехом выступили на фестивале «Сочи-78», заняв там III место. В качестве награды коллективу разрешили записать несколько песен в студии фирмы «Мелодия». Миньон с этими записями вышел в свет в 1980 году. Ободренные успехом в Сочи, музыканты написали и поставили на сцене рок-оперу «Звёздный скиталец» в стиле арт-рок. Кроме того, участники группы стали сочинять новые песни, которые пользовались у публики большим успехом. В связи с этим, а также с изменением состава и музыкального стиля, ВИА «Молодые Голоса» перестал существовать, и Матвей Аничкин стал руководителем группы, названной «Круиз».

## 1980-е годы. СССР и Европа
В первый состав группы «Круиз» вошли гитарист Валерий Гаина, клавишник Сергей Сарычев (в будущем создатель группы «Альфа»), бас-гитарист Александр Кирницкий, барабанщик Всеволод Королюк и вокалист Александр Монин. Первое официальное выступление под названием «Круиз» состоялось в сентябре 1981 года вместе с эстонской группой «Magnetic Band» в харьковском Дворце Спорта и прошло с аншлагом.
Новоиспечённая группа, приписанная к Тамбовской филармонии, весной 1981 года записала скопившиеся песни на своей репетиционной базе в Москве. Было записано 15 песен, которые были скомпонованы распространителями звукозаписей в два магнитоальбома: «Крутится волчок» — по самой популярной песне в тогдашнем репертуаре группы — и «Послушай, человек». Это были миролюбивые песни в хард-роковых и рок-н-ролльных аранжировках с броскими «хитовыми» мелодиями.
В начале 1983 года группу покинул клавишник Сергей Сарычев, а в «Круиз» влились клавишник Владимир Капустин (экс-«Рок-Сентябрь») и гитарист Григорий Безуглый. Таким образом «Круиз» стал первой в СССР группой с двумя соло-гитаристами в составе. В мае 1983 года с «Круизом» расстались Всеволод Королюк и Александр Кирницкий, а на их место пришли барабанщик Николай Чунусов (экс-«Молодые Голоса», «Аракс», «Круг») и басист Олег Кузьмичёв. Этим составом игралась концертная программа «Путешествие на воздушном шаре» (1983). Однако Валерия Гаину не удовлетворяло звучание группы и атмосфера внутри коллектива, и весной 1984 года он принял решение расстаться с Безуглым. Вскоре из «Круиза» ушли также Кузьмичёв, Монин и Чунусов — вместе с Безуглым они создали новый проект «ЭВМ». Чуть раньше из-за проблем со здоровьем «Круиз» покинул Капустин.
В июне 1984 года приказом Министерства культуры СССР группа «Круиз», наряду со многими другими «филармоническими» коллективами, была расформирована (с формулировкой «экстремизм и фашизм»), и ей запретили гастрольную деятельность. В это время Гаина вместе с бас-гитаристом Александром Кирницким и барабанщиком Всеволодом Королюком начал репетиции нового экспериментального материала. Осенью директор Донецкой филармонии организовал им концерты, в которых также участвовал временно присоединившийся к проекту Сергей Сарычев. Проект в это время назывался «КиКоГаВВА» (по инициалам участников).
В 1985 году «КиКоГаВВА» выпустили в свет альбом, одноимённый группе. Одновременно с записью этого альбома Гаина сочинил и записал три песни на стихи Роберта Рождественского, которые исполнял приглашённый вокалист Вадим Маликов.

### Трио «Круиз»
В связи с началом перестройки и ослаблением идеологического давления программу «Круиза» в марте 1985 года приняла госкомиссия, и группа под прежним названием опять стала гастролировать по стране. Под влиянием веяний времени Гаина начал экспериментировать в стиле хэви-метал, в связи с чем в середине 1985 года пригласил в «Круиз» перспективного молодого барабанщика Сергея Ефимова (экс-«Альфа»).
…Появился Сергей Ефимов, который внёс в группу новое дыхание с точки зрения другого класса барабанной игры. Что позволило мне тоже применить свои собственные навыки. К этому времени я уже поднял своё собственное мастерство, и мы вместе слились таким тандемом, который стал играть более жёстко. Музыка вокруг тоже менялась. Мы смотрим: на дворе уже не 81-й год, а 85-й! Люди уже слушают другую музыку. Всё же быстро меняется. И этот факт повлиял на моё стремление к тому, чтобы уделить больше внимания гитаре, чтобы это ярче звучало. Делать основу на гитарное звучание, вместо того, чтобы на полугитарное-полуклавишное — как это было в первом составе «Круиза».
Новое звучание не устроило Всеволода Королюка, и он покинул группу. В «Круизе» на тот момент играли басист Александр Кирницкий и клавишник Александр Астрашков; последний вскоре был заменён на Владимира Горбанёва (экс-«Август»). В составе Гаина/Кирницкий/Горбанёв/Ефимов группа выступила 6 мая 1986 года на фестивале «Рок-панорама-86», а 30 мая — на благотворительном концерте «Счёт № 904» в СК «Олимпийский» в помощь пострадавшим в Чернобыле, организованном Аллой Пугачёвой и Артемием Троицким. Горбанёв работал в группе на испытательных началах и вскоре ушёл. В это же время группу покинул Кирницкий.
В июне 1986 года был создан демоальбом «Рок навсегда!», записанный Валерием Гаиной (гитара, бас-гитара, вокал) и Сергеем Ефимовым (барабаны) в студии ДК АЗЛК. В качестве магнитоальбома он был выпущен в августе 1986 года, а в сентябре 1987 года издан на пластинке фирмой «Мелодия». Но из экономии средств руководство «Мелодии» не позволило музыкантам переписать материал заново на более качественной аппаратуре. Альбом вышел под названием «Круиз-1» и без песни «Рок навсегда».
В конце декабря 1986 года в группу пришёл бас-гитарист Фёдор Васильев (экс-«Чёрный Кофе»). Сергей Ефимов в этот период отсутствовал в составе «Круиза». Гаина ненадолго привлёк в группу клавишника Александра Дронова (экс-«Лабиринт») и барабанщика Максима Удалова (экс-«Чёрный Кофе», «Металлаккорд», позднее — «Ария»), а затем барабанщика Андрея Баранова (позднее — «Альфа»). В конечном итоге Сергей Ефимов был снова приглашён в «Круиз». С этого момента и до распада группы в 1990 году её состав (Гаина/Васильев/Ефимов) уже не менялся.
Диск «Круиз-1» разошёлся по территории СССР 12,5-миллионным тиражом и пользовался огромным успехом.
…Валерию Гаине явно жали узкие стилевые рамки. Его безусловное исполнительское мастерство (не зря Валерия признавали лучшим гитаристом СССР) проявлялось в самых разных ипостасях: от скоростного симфо-рока в «Intro» (эту инструментальную композицию можно было сразу же из цеха «Мелодии» отправлять на ВДНХ) до тягучего, почти психоделического вступления к «Иди Же С Нами» (гитарный катарсис во плоти). Но не гитарой единой. Если по тем временам игра барабанщика Сергея Ефимова могла считаться эталонной, то и сегодня она достойна включения во все учебные пособия для ударников «тяжелого цеха».
Зимой-весной 1987 года «Круиз» отыграл большое турне по городам и республикам СССР. Осенью 1987 года стараниями молодого пробивного администратора Александра Шульгина «Круиз» впервые выехал с концертами за границу, сыграв в Рокфеллеровском центре в Осло (Норвегия). Тогда же в Москве, в студии Кардиологического центра на Рублёвском шоссе на 16-канальной студии шла запись материала для следующего альбома. На одном из сольных концертов группы в Лужниках на «Круиз» обратил внимание менеджер группы «Scorpions» Олаф Шрёттер, занимавшийся подготовкой турне Scorpions в СССР. Он порекомендовал «Круиз» немецкому отделению звукозаписывающей компании «WEA». В Москву отправились агенты «WEA» Манфред Швайкер и Лотар Майд, которые заключили с группой контракт и предложили сделать профессиональную запись в немецкой студии. «Круиз» бросил недописанный альбом, поскольку он не отвечал международным стандартам качества, и стал готовиться к поездке. Эти записи позднее стали распространяться поклонниками как бутлег «Железный рок».
В апреле 1988 года группа отправилась в 18-дневный тур по Испании, затем отыграла ряд концертов в Германии. Также в мае 1988 года «Круиз» участвовал в съемках шведско-русского телепроекта «„Утренняя почта“ в гостях у „Лестницы Якоба“», для чего выехал в Швецию. Телепередача вышла в шведский эфир 21 мая. 6 августа группа выступила на фестивале «Ruisrock» в Финляндии, в сентябре — в Италии на фестивале газеты «Унита», а затем в Болгарии. Таким образом «Круиз» стал первой рок-группой из СССР, которая провела несколько полноценных европейских турне.
В июле на мюнхенской студии «Red Line» был записан за 10 дней альбом «Kruiz» на английском языке. Альбом вышел в свет 28 октября 1988 года и получил положительные отклики как меломанов, так и музыкальных критиков. Например, журнал «Kerrang!» поставил альбому 5 звезд.
Параллельно с этим Гаина начал работу в качестве музыкального продюсера. В «1989 году в Германии вышла пластинка группы Шах» «Beware», продюсером которой выступил Валерий Гаина. Также Гаина продюсировал два альбома группы и «Э. С. Т.» — «Russian Vodka» (1989, демо) и «Проба пера» (1991).
Кроме того, в качестве сессионного гитариста Валерий участвовал в записях альбомов Александра Барыкина («Ступени» (1985) и «Рок-н-ролльный марафон» (1986)) и Владимира Преснякова («Папа, ты сам был таким», 1989), а в качестве звукорежиссёра — в записи песен группы «Чёрный Кофе» «Golden Lady» и «What’s the Answer». Позднее, в 1996 году, уже проживая в США, Валерий вновь помог группе «Чёрный Кофе», записав партию гитары в двух песнях альбома «Пьяная Луна».
В ноябре 1989 года трио «Круиз» начало записывать в Германии демоверсию второго альбома с рабочим названием «Культурный шок. Чужой жизненный стиль/Culture Shock. A.L.S», в который входили новые англоязычные вещи, уже обкатанные в ходе концертов по Европе. Но, несмотря на успехи в концертной деятельности, стали портиться отношения внутри группы, так как музыканты были измотаны постоянными выступлениями и отсутствием взаимопонимания с иностранными продюсерами. В результате внутреннего кризиса в «Круизе» альбом «Culture Shock. A.L.S» так и не был записан начисто и издан.
Я дошёл до ситуации, когда просто не мог больше продолжать. Я 10 лет отдал группе и сплошь и рядом ощущал давление, напряги, обиды… Особенно я могу отметить нашего барабанщика Серёжу Ефимова, которого я очень люблю, уважаю, это настоящий барабанщик. Но он меня абсолютно достал к тому времени, так что я сказал сам себе: а не хватит ли тебе, Валера? (…) Я дружил тогда очень близко с Борисом Зосимовым (…) и Боря создал такую компанию, а я помог, привлёк различных артистов рок, хард-рок жанра, хэви-метал. Я привёл всех этих артистов, начиная от групп «Э. С. Т.», «Шах», «Чёрный Обелиск» и т. д. Их всех я привёл к нему в «BIZ Enterprises». А задача передо мной стояла определённая; поднять «BIZ Enterprises», провести ряд больших акций, таких как фестиваль «Монстры Рока» в 89 году..
31 августа — 3 сентября 1989 года в Череповце состоялся первый фестиваль серии «Монстры рока СССР», но «Круиз» не смог приехать на него из Европы. В конце 1989 года к Валерию Гаине обратился менеджер репертуарного отдела (A&R) компании «Warner» с предложением записать демоленту с более простой музыкой (мейнстрим/хард-рок) для американского рынка. В рамках «Круиза» это сделать было невозможно из-за обязательств по немецкому контракту. Валерий Гаина вернулся в Москву и при поддержке «BIZ Enterprises» создал новый проект, названный «Гейн» («Gain»). В состав группы первоначально вошли Владимир Бажин — вокал («Нюанс», «Тяжёлый день»), Алик Грановский — бас («Мастер»), Андрей Шатуновский — барабаны. Затем Грановского заменил Фёдор Васильев, а после — Александр «Шпрот» Кривцов (экс-«Земляне»).
«Золотой» состав «Круиза» Гаина/Васильев/Ефимов дал последний большой сольный концерт в Москве 4 декабря 1989 года, во Дворце спорта «Крылья Советов». После этого Ефимов вернулся на родину, в г. Волжский, где создал группу «Волки». Тем не менее в марте-апреле 1990 года он выступал с «Круизом» в туре по городам страны.
Весной 1990 года состоялись очередные этапы фестиваля «Монстры рока СССР»: 29-31 марта в Москве и 26-27 мая в Ленинграде. В обоих городах на сцену выходил как «Круиз», так и «Гейн». «Круиз» играл известный публике материал и немного «немецкого», а «Гейн» — новую музыку Гаины, в основном построенную на его виртуозных гитарных партиях.
8-9 июня 1990 года «Круиз» выступил на фестивале «Интершанс» в СК «Олимпийский» в комплекте с «Волками». После этого группа фактически распалась (Ефимов и Гаина продолжили заниматься своими проектами, а Васильев вернулся в «Чёрный Кофе»), но официального заявления для СМИ о распаде не было сделано ни одним из участников трио.
…Никаких официальных заявлений не было сделано, и тому были определенные причины. Никто из нас не хотел закрыть полностью возможность собраться вместе для тура или для записи очередного альбома. Мне было особо тяжело, потому что я прошел всю дорогу с самого начала и до конца, до 1991 года..
Самый последний концерт трио «Круиз» состоялся в нью-йоркском клубе Marquee в конце 1990 года.
В октябре 1990 года Валерий Гаина участвовал в сборном концерте в СК «Олимпийский», посвященном 50-летию Джона Леннона. В ноябре 1990 года Гаина был ведущим двух выпусков программы «Рок-наряд» на радиостанции «Юность», посвященных тяжелой музыке.
В ноябре-декабре 1990 года группа «Gain» за 45 дней записала в Нэшвилле пластинку, одноименную группе. Альбом записывался в студии «Sixteenth Avenue Sound» под руководством продюсера Престона Салливана и частично включал в себя переработанные песни из репертуара «Круиза». На песню «Fair Child» был снят видеоклип; в качестве басиста в нём выступил Фёдор Васильев. Но из-за смены руководства в «Warner» альбом не издавался в США, а для российского рынка был издан лишь в 1995 году (в 2011 году переиздан лейблом «Metalism Records»).
В конце 1990 года Валерий Гаина принял решение остаться жить в США.

## 1990-е годы. США
В 1991 году Валерий Гаина некоторое время вел семинары в известном калифорнийском институте G.I.T. и параллельно собрал новый проект, который был назван «Karma». В первом составе группы были вокалист Мэтт Има, которого Гаина нашёл по объявлению в газете, а также бас-гитарист Александр «Шпрот» Кривцов (ex: «Союз», «Земляне») и барабанщик Андрей Кобзон. Затем бас-гитаристом «Karma» стал Гэбриел Кеафул, а барабанщиком — Донни Никс (последний из-за своих проблем с наркотиками вскоре был заменен на Хулио Мэтиса).
1993 год ознаменовался выходом дебютной пластинки этого проекта. CD под названием «Karma» выпустили американская фирма «Frozen Hound Records» и немецкая «ZYX Music». Благодаря мастерству музыкантов, структурно разным композициям и весьма разнообразной стилистике, материал, представленный на этом альбоме, сумел привлечь к себе внимание американской музыкальной общественности. Группа также пользовалась большим успехом на концертах, которые давала в клубах Лос-Анджелеса, и записала концертное видео «Live Karma».
«Karma» просуществовала три года и распалась по ряду внутренних причин — в частности, из-за того, что юному барабанщику Хулио Мэтису родители запрещали заниматься музыкой, так как это мешало учёбе, а также из-за увлечения Валерия продюсерской работой.
С 1995-1997 годов и до настоящего времени Валерий Гаина занимается продюсированием различных американских исполнителей. Спектр работы Гаины-продюсера — не только рок-музыка и хэви-метал, но и хип-хоп, R&B, поп-музыка. В частности, альбом «Fantasy» исполнителя V2, продюсером которого стал Гаина, завоевал «золотой» статус в Корее.
В 1994 году, параллельно с «Karma», у Валерия Гаины появился проект «Shue String DeLilla» («S.S.D.»), с которым был записан альбом «Quest» в составе: Валерий Гаина — гитара, бас, продюсер, Пери Пастор — вокал, барабаны.
Это такой более глубинный и конкретный проект, тоже не без шарма хулиганствующей легкости, но основательностью отсылающий к роковой бахроме Боуи, к примеру. Разноплановость — вот то основное, что поражает при прослушивании того, как Валерий работает с музыкой — будь то близкая его молдавской душе свистопляска по имени хэви, хип-хоп, поп-музыка или, как в этом случае, когда в рок-произведениях используются компьютерные эффекты, трансформирующие музыку, меняющие её «кожу»: пожалуйста, внимайте технологичному попу; теперь — толика этники; на этом месте — фанк-красоты.
В 1997 году Валерий организовал ещё один музыкальный проект — «iNSULATED», в состав которого вошли бас-гитарист/вокалист из «Karma» Гэбриел Кеафул и барабанщик Тай Деннис. Проект выпустил пластинку «Fence» в стиле «техно-рок». Она также вышла на американском лейбле «Frozen Hound Records» и пользовалась определенным успехом.
После недолгого существования «iNSULATED» Валерий Гаина продолжал помогать записывать музыку молодым исполнителям, писал музыку для американских телевизионных компаний («CBS», «TBS», «TNT», «CNN», «ESPN», «Discovery Channel», «National Geographic Channel» и т. д.). Позже, в 2000-х годах Гаина создал компанию, которая специализируется на сочинительстве саундтреков для ТВ-программ. Также Валерий сотрудничал с крупной американской звукозаписывающей фирмой «Interscope Records».

## 2000-е годы. США и Россия
В 2002 году по запросу немецкой фирмы «Repertoire Records», специализирующейся на переизданиях альбомов различных исполнителей, была подготовлена пластинка с материалом «Круиза» 1987 года. Трое экс-участников группы решили не просто сделать переиздание старой пластинки, а выпустить новый диск «Круиза» в абсолютно новом саунде. Запись барабанов и баса производилась Ефимовым и Васильевым в Москве, а затем Гаина в своей студии в Лос-Анджелесе наложил гитары, вокал, чуть изменил аранжировки и добавил новые соло. Сингл «Круиз/Kruiz (Promo CD)» вышел в 2002 году ограниченным тиражом (издатель «Пурпурный Легион/Металлоторгцентр») и включал в себя 4 композиции с пластинки «Круиз-1» («Дальний свет», «Мираж», «Пилигрим» и «Время»).
В 2004 году Валерий Гаина записал в своей студии промосингл с тремя новыми песнями: вокал, бас, гитары, барабаны — всё это записано им единолично. После этого Валерий решил посетить с концертами Россию, однако вместо того, чтобы снова собирать «Круиз», создал новый проект «GAiNA» и приступил к записи русскоязычного альбома.

### «GAiNA»

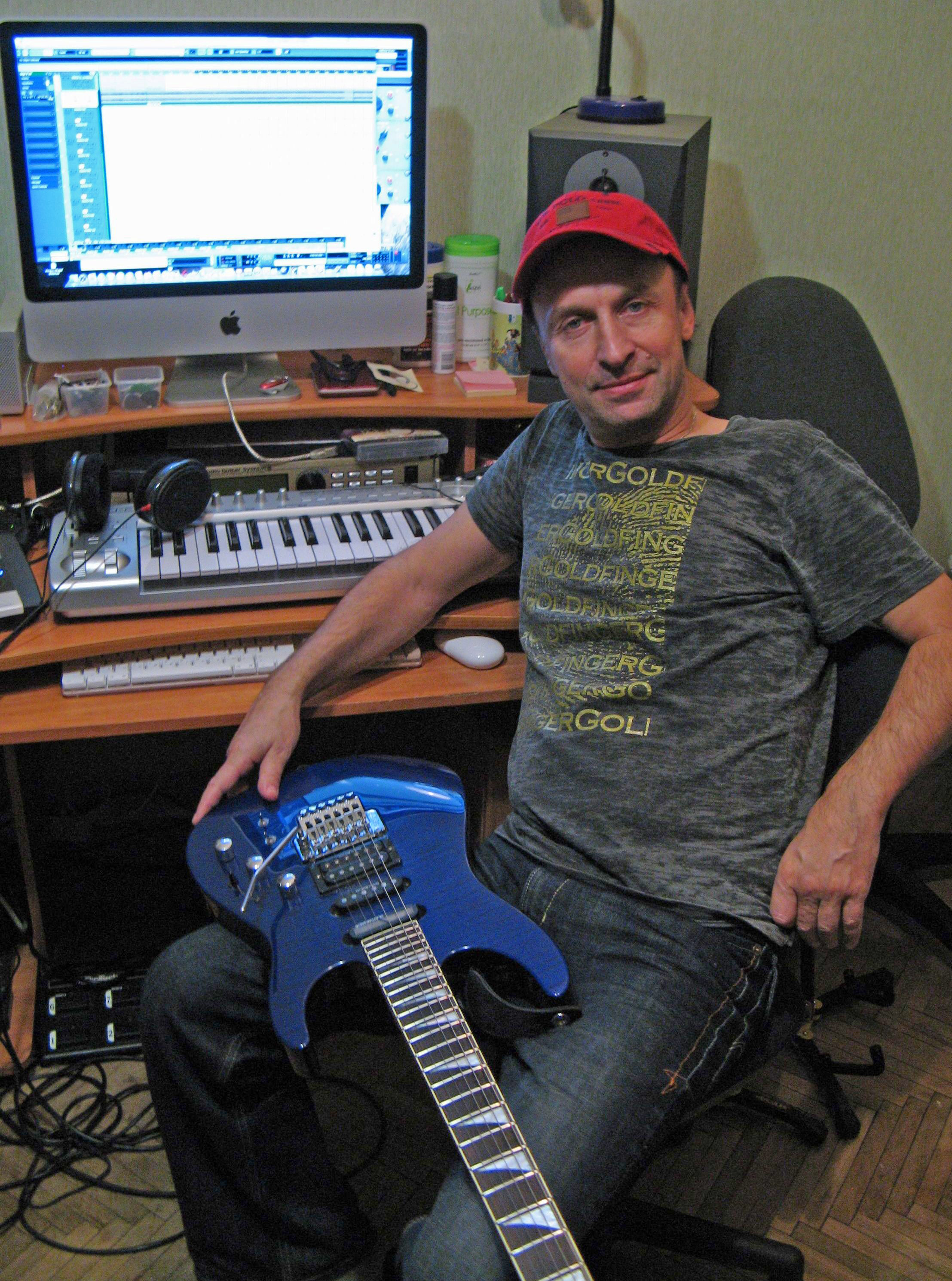
Валерий Гаина в своей домашней студии в Москве, ноябрь 2009 года

В 2006 году альбом проекта «GAiNA», получивший название «Снова твой», был завершён и издан российской компанией «Мастер-Консультант». В записи альбома Валерию Гаине помогали бас-гитарист Сергей Фирсов (ранее игравший в группе Сергея Ефимова «Волки») и барабанщик Грег Стивенс («The Greg Leon Invasion»). Стиль нового альбома отразил современное музыкальное мировоззрение Гаины. Альбом записан в духе альтернативного рока, где гитара осталась всё такой же энергичной и легкоузнаваемой, а музыка — мелодичной и доступной.
В конце 2007 года компания «CD-Maximum» переиздала альбом 1986 года «Круиз-1», альбом 1988 года «Kruiz», а также альбом 2006 года «Снова твой».
В середине 2008 года вышел второй сольный альбом Валерия Гаины «С кем ты играешь и поёшь?!», который Гаина записал целиком самостоятельно на своих студиях в Лос-Анджелесе и Москве. Лишь в трех песнях, записанных ранее («С кем ты играешь и поешь?!», «Так дай же мне» и «Хочешь не верить»), снова можно услышать барабанные партии Грега Стивенса. Этот диск был также выпущен компанией «CD-Maximum», которая одновременно впервые официально издала на CD демозапись второго немецкого альбома группы «Круиз» 1989 года «Culture Shock A.L.S.» (ранее издававшуюся лишь в виде бутлегов) и DVD омского концерта группы «Круиз» 1987 года (в выходных данных концерт ошибочно датирован 1986 годом).
Этот материал был снят омским телевидением на три камеры, но никогда не был смонтирован, а просто лежал в архиве. (…) Для меня это не самый лучший концерт «Круиза», далеко не лучший. Во-первых, это был один из первых концертов с Фёдором Васильевым на бас-гитаре, а во-вторых, он был вторым концертом дня. Мы тогда играли по два концерта в день, и записан был второй концерт, а мы к тому моменту уже устали. Когда отыграл концерт, а через час выходишь на второй и начинаешь играть то же самое, то это сказывается на выступлении не лучшим образом. Для меня этот DVD становится тем лучше, чем дальше его смотришь, ближе к середине мы, так сказать, «расходимся».
В разное время в группе «GAiNA» участвовали такие музыканты как Фёдор Васильев («Чёрный Кофе», «Круиз», «Ночные Снайперы» и др.), Иван Михайлов («Чёрный Кофе», «Эпитафия»), Николай Коршунов («Артерия», «Крематорий», «Butterfly Temple», «Омела» и др.), Пётр Макиенко («Веселые ребята», «Э. С. Т.», «Аракс», «ЭВМ», «VR13»), Сергей Костюк, Дмитрий Пронин («Старая Волна», «Plastic Tunes») — бас-гитара; Игорь Черевко («РИФ», «Trek»); Сергей Григорян («Цветы»), Павел Пазон («Маврин»), Богдан Котов («Фруктовая Клиника», «Znaki»), Сергей Серебренников («Everlost», группа Сергея Скачкова (экс-«Земляне»), российский состав Blaze Bayley & Paul Di’Anno (экс-Iron Maiden), «Flash of Aggression», «Стимфония» и др.) — барабаны.
Валерий Гаина продолжает поддерживать творческие отношения с Дмитрием Варшавским, лидером группы «Чёрный Кофе». 8 декабря 2009 года Валерий был специальным гостем на юбилейном концерте «Чёрного Кофе» в московском Театре Эстрады, а в начале декабря 2010 года группы «GAiNA» и «Чёрный Кофе» провели совместный тур по городам Украины, выступив в Донецке, Николаеве и Одессе.

## 2010-е годы. США и Россия
В конце 2009 года Валерий Гаина приступил к записи третьего сольного альбома «Fingertips», включающего в себя как песни, так и инструментальные композиции. На барабанах в альбоме снова сыграл Грег Стивенс, а в композиции «Slow Go» гитарное соло исполнил Алексей Страйк. Альбом был выпущен российским лейблом «Metalism Records» в ноябре 2011 года. Одновременно «Metalism Records» переиздал альбом «Gain» (1990).
Весной 2012 года Гаина вместе с экс-музыкантами «Круиза» участвовал в концертном туре памяти Александра Монина. Состав проекта: Валерий Гаина — гитара и вокал; Николай Чунусов — ударные; Олег Кузьмичёв — бас; Игорь Тимофеев — вокал; Сергей Гордевский — клавиши. Также в 2012 году Гаина гастролировал по России и Украине со своей группой «GAiNA», сотрудничал как звукорежиссёр и гитарист с группами «Госпожа Белладонна» и «Elion»,

### «Siren on the Moon»
В конце 2012 года Валерий Гаина вместе с барабанщиком/вокалистом Пери Пастором (экс-«S.S.D.», «Bizi») создал в Лос-Анджелесе новый проект «Siren», вскоре переименованный в «Siren on the Moon». В состав группы также вошли барабанщик Шэд Вилхельм и бас-гитарист Сергей Журавка. В течение 2013 года велась работа над дебютным альбомом проекта и был снят клип на песню «Auf Wiedersehen — Good Bye!», который был взят в ротацию рядом американских и российских телеканалов.
Также в течение 2013—2014 годов развивались творческие отношения Валерия Гаины и группы «Би-2». 13 мая 2013 года Валерий участвовал в концерте-презентации третьего релиза проекта «Нечётный воин» в московском клубе «16 тонн», а в дальнейшем помог «Би-2» записать трек «Музыка без причин» для альбома «#16плюс».
Шура Би-2: В «Музыке без причин» нам нужно было особенное гитарное соло а-ля Джефф Бек, и я обратился к замечательному гитаристу Валерию Гаине, с которым мы уже давно дружим — он и сыграл для нас это соло.
В 2015—2016 годах Валерий Гаина начал работать над своим вторым сольным инструментальным альбомом.

### Трио «Kruiz»
Вопрос о воссоединении трио «Круиз» долгое время оставался открытым.
У каждого был этап, когда нам хотелось быть вместе. Ефимову, например, лет семь назад очень хотелось, чтоб я вернулся, и мы все снова начали играть. Фёдор, в принципе, всегда этого хотел. Предложения нам поступают вплоть до сегодняшнего дня — мол, давайте, соберитесь, из этого можно сделать что-то серьёзное вроде гастрольной поездки. Я звонил Сергею и Фёдору, но сейчас их заинтересованность в этом настолько мала, что я отвечаю на предложения так: мне это нужно не больше, чем им. Когда воссоединение понадобится им на том же уровне, что и мне, тогда из этого, может быть, что-то получится. Но пока этого не видно. Они наверняка считают, что этот поезд уже проехал свою станцию. И, вполне возможно, так оно и есть.

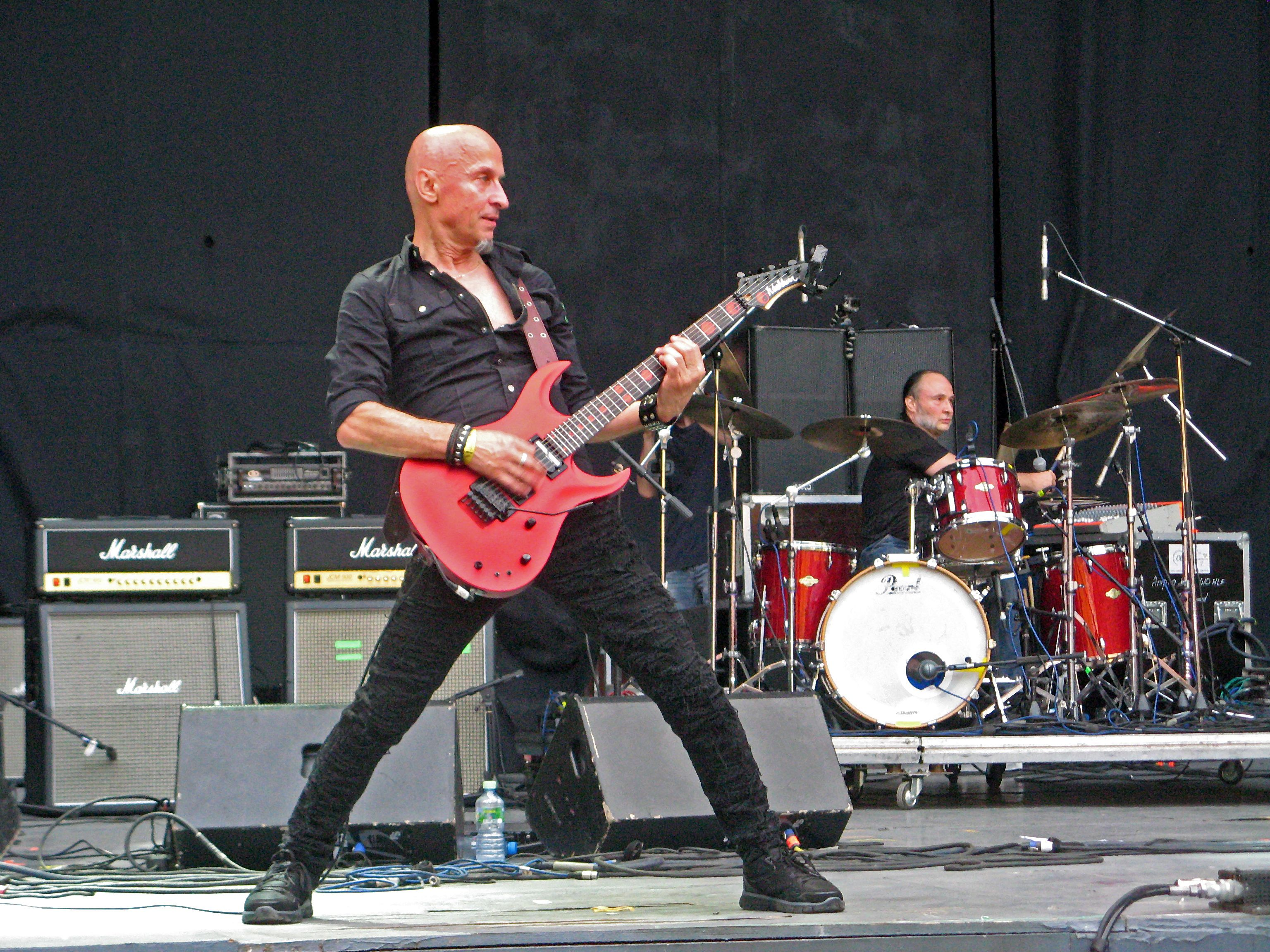
Валерий Гаина. Выступление трио «Круиз» на фестивале «Ария Фест лето» в Зеленом театре, Москва, 30.07.2016

Был предпринят ряд попыток воссоздать трио «Круиз» хотя бы ради однократного реюнион-тура, но в конце февраля 2012 года Валерий Гаина объявил о невозможности воссоединения группы в данном составе.
Тем не менее после переговоров, начавшихся в 2014 году, которые с Гаиной, Васильевым и Ефимовым вели музыканты группы «Ария» и концертное агентство «Motley Concerts», реюнион «золотого состава» все же состоялся. Это произошло в рамках фестиваля «Ария Фест лето» в Зелёном театре 30 июля 2016 года.
Я думаю, что люди, прежде всего, взрослеют. Они раздумывают о былом и о том, что было по-настоящему важным. Я имею в виду ребят — я-то уже тогда был согласен, еще тогда можно было устроить приличные туры по стране. Но тогда не сложилось по ряду причин. Сейчас они тоже существуют, но люди пересматривают своё отношение. После 50 лет приходит понимание, что поезд начинает уходить. И сейчас мы все посчитали, что случай благоприятный, и — почему бы нет?
23 ноября 2016 года реюнион продолжился двухчасовым сольным выступлением трио в московском концертном зале «Crocus City Hall». После этого Гаина, Васильев и Ефимов приступили к сочинению нового музыкального материала, который планировали исполнять на концертах, а также записать. Однако эти планы так и не получили развития в связи со спорами вокруг авторских прав на творческое наследие трио «Круиз», которые были инициированы бывшим директором группы Матвеем Аничкиным при поддержке депутата Михаила Меня. В итоге сложившейся ситуации дальнейшая концертная и студийная деятельность трио в России оказалась невозможной.

### «Ворон»
В 2017 и 2018 годах Валерий Гаина писал музыку для американских телеканалов, преподавал гитару и занимался развитием своей домашней студии в Лос-Анджелесе. В мае 2019 года он анонсировал свой новый русскоязычный проект «Ворон», где выступает в качестве гитариста, автора музыки и музыкального продюсера. Кроме того, Валерий продолжает работу над вторым сольным инструментальным альбомом.

## Личная жизнь
- Валерий Гаина не курит, не пьет (кроме хорошего красного сухого вина в небольших количествах) и не употребляет наркотики. Много лет занимается йогой[5].
- Один из самых близких друзей Валерия Гаины среди музыкантов — гитарист-виртуоз Марти Фридман («Megadeth» и др.). Также Валерия связывают дружеские отношения с участниками групп «Rage Against The Machine» (особенно с гитаристом Томом Морелло) и «Tool»[60].
- Первой супругой Валерия Гаины стала петербурженка Марта Салимова — выпускница МГУКИ, директор и тур-менеджер группы «GAiNA». Бракосочетание состоялась 18 февраля 2012 года в Graceland Chapel в Лас-Вегасе, штат Невада[61]. Брак распался в августе 2016 года. Второй супругой Валерия Гаины стала московская певица и композитор Ирма Заубер. Бракосочетание состоялось в Лос-Анджелесе 24 февраля 2017 года.[62]

## Дискография

### Альбомы и синглы
- 1980 Молодые Голоса — «В Разгаре Лета» (EP), «Мелодия», винил С 62 13403 04
- 1981 Круиз — «Круиз» («Крутится волчок»), магнитоальбом

Впервые издан официально на «Moroz Records» в 1996 году на CD (диск изготовлен в Австрии, полноценное оформление) и на аудиокассете MR 96144 MC и в 1998 году переиздан на CD dMR 11498 (упрощённое оформление)
- 1981 Круиз — «Послушай, человек», магнитоальбом

Впервые издан официально на «Moroz Records» в 1996 году на CD (диск изготовлен в Австрии, полноценное оформление) и на аудиокассете MR 96095 МС; в 1998 году переиздан на CD dMR 11598 (упрощённое оформление)
- 1982 Круиз — «Красная книга», магнитоальбом
- 1983 Круиз — «Путешествие на воздушном шаре», магнитоальбом (запись концерта в Риге 1983)

Впервые издан официально на «Moroz Records» в 1996 году на CD MR 96112 CD (диск изготовлен в Австрии, digipack) и на аудиокассете MR 96162 MC
- 1984 Круиз — «P.S. Продолжение следует» (EP), магнитоальбом

Впервые издан официально на «Moroz Records» в 1996 году на CD MR 96113 CD (диск изготовлен в Австрии, полноценное оформление с 8-страничным цветным буклетом) и на аудиокассете MR 96163 MC; в 1998 году переиздан на CD dMR 11798 (упрощённое оформление с 4-страничным буклетом и чёрно-белым разворотом). Дополнен записями группы «ЭВМ» 1990—1991 годов
- 1985 КиКоГаВВа — «КиКоГаВВа», магнитоальбом

Впервые издан официально на «Moroz Records» в 1996 году на CD MR 96111 CD (диск изготовлен в Австрии, полноценное оформление с 8-страничным цветным буклетом) и на аудиокассете MR 96161 MC; в 1998 году переиздан на CD dMR 11698 (упрощённое оформление с 4-страничным буклетом и чёрно-белым разворотом)
- 1985 Круиз — «Волчок» (EP), «Мелодия», винил С62 21669 005
- 1987 Круиз — «Круиз-1», «Мелодия», винил С60 26141 004

Впервые издан на CD «Karma Records» KAR 3689-01, содержал 7 треков оригинального винила и 3 бонуса: концертный трек «Не падай духом», ранее издававшийся на виниле «Панорама-86. 2» «Мелодия» С60 25131 003, трек «Рок навсегда», ранее издававшийся на виниле «Место встречи. Дискотека. Выпуск 4» «Мелодия» С60 26583 006 и концертный трек «Мираж», ранее издававшийся на виниле «Панорама-86. 1» «Мелодия» С60 24863 000. Данное издание считается бутлегом.

Официально издан «CD-Maximum» в 2007 году в первоначальной версии с 3 бонусами с издания от «Karma Records» и 4 бонусами с промо-диска 2002 года, CD CDM 0607-2706
- 1987 Круиз — «Distant Light (Дальний свет)» (промосингл), «Zafiro» (Испания), винил P-172
- 1987 Круиз — «Железный рок» (демо)

Издан в 2013 году ограниченным тиражом на CD «Раритет-CD» VD 1, и на виниле «МируМир» MIR300110
- 1988 Круиз — «Kruiz», «WEA» (Германия), винил 243 869-1, CD 243 869-2

Переиздан «CD-Maximum» в 2008 году CD CDM 0607-2707, дополнен бонусами «Culture Shock», «Hit For MTV», «Killer Logic». Это чистовые варианты для неизданного второго немецкого альбома («Culture Shock A.L.S.»), они отличаются от демозаписей, изданных в 2008 году. Треки ранее являлись бонусами альбома «Gain» (издание 1995 года). Также ранее «Culture Shock» и «Killer Logic» в этих версиях издавались на сборниках «Монстры рока СССР» и «Monsters Of Rock USSR».
- 1989 Круиз — «Culture Shock A.L.S.» (демо)

Издан «CD-Maximum» в 2008 году CD CDM 0908-2916
- 1990 Gain — «Gain», «PolyGram»

Впервые издан «PolyGram Russia» в 1995 году CD 528766-2, переиздан (с другим оформлением) «Metalism Records» в 2011 году CD MR 075-11
- 1993 Karma — «Karma», «Frozen Hound Records» (США) CD 4 600399 206654, «ZYX Music» (Германия) CD ZYX 20314-2
- 1994 Shue String DeLilla — «Quest», «Frozen Hound Records», CD
- 1997 iNSULATED — «Fence», «Frozen Hound»/«Macola Records» CD MAC 1199
- 2002 Круиз — «Круиз/Kruiz (Promo CD)» (4 песни с альбома «Круиз-1» в новых аранжировках)
- 2004 GAiNA — «Времени река», CD (промо-EP, материал вошёл в альбом «Снова твой»)
- 2006 GAiNA — «Снова твой», «Мастер-Консультант» CD UL 062471; переиздан «CD-Maximum» в 2007 году CD CDM 0607-2705
- 2008 GAiNA — «С кем ты играешь и поёшь?!», «CD-Maximum» CD CDM 0908-2915
- 2011 GAiNA — «Fingertips», «Metalism Records» CD MR 074-11

### Видео
- 1988 «Sirppi ja Kitara (From Russia With Rock)» (советско-финский документальный фильм о фестивале «Рок-панорама-87»)[63]

Круиз — песня «Иди же с нами» + интервью с В. Гаиной
- 1988 «Перекресток рока», «Гостелерадио» (документальный фильм)[64]

Круиз — песня «Рок навсегда»
- 1989 Круиз — «Live In Munich» (запись немецкой телепрограммы «Mosh Special TV. Rising Force»)
- 2008 Круиз — «Live in Omsk», «CD-Maximum», (запись 1987 года) CDM DVD 106

### Сборники
- 1983 — «Парад ансамблей I», «Мелодия», винил С60-18819-20

Круиз — песня «Волчок»
- 1983 — «Время зовет» (EP), «Мелодия», винил (гибкая пластинка) Г62-10263-4

Круиз — песня «Музыка Невы»
- 1985 «Пулсиращи Ноти 2», «Балкантон» (Болгария), винил BTA 11478

Круиз — песня «Робота (Что Поделаешь, Работа)»
- 1986 — «Панорама 86. Фестиваль Молодежной Популярной Музыки», «Мелодия», винил С60 24863 000

Круиз — песня «Мираж»
- 1987 — «Панорама 86. Фестиваль Молодежной Популярной Музыки 2», «Мелодия», винил С60 25131 003

Круиз — песня «Не падай духом»
- 1987 — «Радиостанция „Юность“. 45 минут в воскресной студии», «Мелодия», винил С60 26349 003

Круиз — песня «Дальний свет»
- 1987 — «Группы „Круиз“, „Рондо“», «Мелодия», аудиокассета СM 01612

Круиз — песни «Intro», «Дальний свет», «Случилось», «Последний рассвет», «Иди же с нами»
- 1987 — Приложение к журналу «Клуб и художественная самодеятельность» № 22/1987, винил (гибкая пластинка)

Круиз — песни «Мираж», «Intro»
- 1987 — «Rock 'N' URSS», «Zafiro»/«Chapa Discos» (Испания), винил 33012160

Круиз — песни «Distant Light (Дальний свет)», «Last Down (Последний рассвет)», «It Happened So (Случилось)»
- 1987 «Rock Around The Roter Platz», «pläne» (Германия), винил 88586, CD 88587

Круиз — песня «Mirage — Fata Morgana (Мираж)»
- 1988 — «Место встречи дискотека. Выпуск 4», «Мелодия», винил С60 26583 006

Круиз — песня «Рок навсегда»
- 1988 — «В ритмах века. Музыкальный клуб „Крестьянки“. Пластинка 2», «Мелодия», винил С90 26673 000

Круиз — песня «Дальний свет»
- 1988 — «Glasnost», «Intrepid Records» (Канада), винил N1-48958, «MCA Records» (США) CD MCAD-6358

Круиз — песня «Mirage (Мираж)»
- 1992 — «Монстры рока СССР», «BIZ Enterprises»/«Alien Records», винил (2LP) BIZ 0001 MR 1/2, BIZ 0002 MR 3/4

Круиз — песни «Culture Shock», «Killer Logic»;
Gain — песни «Crazy Russian Life», «Pilgrim»
- 1993 — «Monsters Of Rock USSR», «Mausoleum» (Швейцария) CD 904009.2

Круиз — песни «Culture Shock», «Killer Logic»;
Gain — песни «Fair Child», «Crazy Russian Life»
- 1997 «Легенды русского рока» (бокс-сет), «Moroz Records» CD MR 97076

Круиз — CD № 4
- 1998 — «Легенды русского рока» (приложение к журналу «Stereo & Video» № 06/1998), «Moroz Records» CD S&V 006

Круиз — песня «Дни»
- 2000 — «Круиз» (серия «Grand Collection»), «Moroz Records», CD GCR 011
- 2000 — «Легенды русского рока — The Best 1» «Moroz Records»/«Каприz», CD dRM 63003/Kapriz 0090

Круиз — песня «Крутится волчок»
- 2003 — «Сталь Страны Советов — Классика Советского Металла», «РАО» CD

Круиз — песня «Иди же с нами»
- 2008 — «Сделано в С. С. С. Р. 3», «Мелодия» CD MEL CD 60 01323

Круиз — песня «Крутится волчок»
- 2012 — «Монстры рока СССР: 20 лет спустя», «Кузница Рекордз» CD MRR 2012-01

Круиз — песня «Случилось» (трек с «Круиз/Kruiz (Promo CD)» 2002 года)
- 2013 — «Теплый аналоговый компакт» (приложение к журналу «Stereo & Video» № 01/2014) CD SVCD-181 01/2014

Круиз — песня «Железный рок»

## Продюсерские работы (вне собственных проектов)
- «Шах» — альбом «Beware» (1989)
- «Э. С. Т.» — альбомы «Russian Vodka» (1989) и «Проба пера» (1991)
- «Leather Hyman» — альбом «Host Body» (1996)
- «Bizi» — альбом «Boom, Boom, Room» (2000)
- «Isle of Sleep» — 4 песни
- «Cane Tree» — 5 песен
- «Forest Lawn» — 1 альбом
- «Flambookey» — 1 альбом
- «Pseudo Code» — 1 альбом
- «Hyphen» — 1 альбом
- V2 — 1 альбом
- Chelsy — 4 песни
- Kim Kline — 3 песни
- GabeReal — 4 песни
- «Nobody’s Angel» — 3 песни
- Andrea Logan — 2 песни
- «Control X» — 2 песни
- Jon Wes — 3 песни
- Bojana — 2 песни
- KaT — 3 песни
- Rose — 3 песни
- Kenya Nelson
- Darnell
- Bashira
- «Аt War»
- «Death Conspiracy»
- Наталья Барбу — 2 песни
- Антон Опарин
- GeKap
- Олег Sweet

## Музыка в библиотеках и базах данных
- Российская государственная библиотека
- BIBLUS
- BIBLUS
- Литовская национальная библиотека
- Библиотека Конгресса США
- Национальная библиотека Франции
- Национальная Библиотека Германии